# Nozomi Komuro
Nozomi Komuro (Japans: 小室 希) (Sendai, 29 mei 1985) is een Japans skeletonster. Ze vertegenwoordigde haar vaderland op de Olympische Winterspelen 2014 in Sotsji, maar behaalde hierbij geen medaille.

## Carrière
Bij haar wereldbekerdebuut in Calgary op 30 november 2006 eindigde Komuro op de 21e plaats. Ze won nog geen wereldbekerwedstrijd. In 2010 kwalificeerde Komuro zich voor de Olympische Winterspelen 2010 in Vancouver. Ze mocht echter niet starten omdat haar slee werd afgekeurd door de FIBT.
Komuro kwalificeerde zich voor de Olympische Winterspelen in 2014, waar ze 19e eindigde.

## Resultaten
| Jaar | Plaats    | Resultaat |
| ---- | --------- | --------- |
| 2010 | Vancouver | DSQ       |
| 2014 | Sotsji    | 19e       |

| Jaar | Plaats       | Resultaat |
| ---- | ------------ | --------- |
| 2007 | Sankt Moritz | 20e       |
| 2009 | Lake Placid  | 12e       |
| 2011 | Königssee    | 18e       |
| 2012 | Lake Placid  | 15e       |
| 2013 | Sankt Moritz | 23e       |

### Wereldbeker

#### Eindklasseringen
| Seizoen   | Rang |
| --------- | ---- |
| 2006/2007 | 25e  |
| 2007/2008 | 22e  |
| 2008/2009 | 21e  |
| 2009/2010 | 15e  |
| 2010/2011 | 10e  |
| 2011/2012 | 17e  |
| 2012/2013 | 32e  |
| 2013/2014 | 19e  |
| 2014/2015 | /    |
| 2015/2016 | /    |
| 2016/2017 | 22e  |
| 2017/2018 | 22e  |